# San Juan (Chimborazo)
San Juan ist eine Ortschaft und eine Parroquia rural („ländliches Kirchspiel“) im Kanton Riobamba der ecuadorianischen Provinz Chimborazo. Die Parroquia besitzt eine Fläche von 210,5 km². Die Einwohnerzahl lag im Jahr 2010 bei 7370. Die Parroquia wurde am 27. Mai 1878 gegründet. Der Hauptort war davor der Caserío Pisicaz Capilla Ayushca.

## Lage
Der 3220 m hoch gelegene Hauptort San Juan befindet sich 16 km ostnordöstlich vom Stadtzentrum der Provinzhauptstadt Riobamba. Die Parroquia San Juan liegt an der Südflanke des Vulkans Chimborazo. Die Fernstraße E492 (Riobamba–Guaranda) durchquert den Süden des Verwaltungsgebietes.  
Die Parroquia San Juan grenzt im Osten an die Parroquia Santiago de Calpi, im Süden an Villa La Unión (Kanton Colta), im Südwesten an Guaranda (Kanton Guaranda, Provinz Bolívar), im äußersten Norden an die Parroquia Pilahuín (Kanton Ambato, Provinz Tungurahua) sowie im Nordosten an die Parroquia San Andrés (Kanton Guano).

## Ökologie
Die Gipfelregion des Chimborazo im Norden der Parroquia befindet sich im Schutzgebiet Reserva de Producción de Fauna Chimborazo.